# مائورو فینتو
مائورو فینتو (ایتالیایی: Mauro Finetto؛ زادهٔ ۱۰ مهٔ ۱۹۸۵) دوچرخه‌سوار اهل ایتالیا است.

## باشگاهی
از باشگاه‌هایی که در آن رکاب زده‌است می‌توان به باردیانی–سی‌اس‌اف، لیکویگاس، ویلیر تریستینا–سله ایتالیا، و دلکو–مارسی پوونس کی‌تی‌ام اشاره کرد.